# پو چیفنگ
پو چیفنگ (انگلیسی: Pu Qifeng؛ زادهٔ ۳ ژانویهٔ ۱۹۸۶) تیرانداز اهل چین است. وی در بازی‌های المپیک تابستانی ۲۰۱۶ حضور داشته‌است.
وی در مسابقات کشوری و بین‌المللی در مجموع برندهٔ ۱ مدال برنز شده‌است.